# 천안늘해랑학교
천안늘해랑학교는 충청남도 천안시에 있는 공립 특수학교이다. 
2024년 10월 7일 부터 재량휴업일(대체공휴일)로 지정됐으며, 2024년 10월 21일 까지 재량휴업일(대체공휴일)로 두 번째 지정되며 공휴일 일정은 쉬는 날이다.

## 연혁
- 2017년 2월 22일 : 천안늘해랑학교 설립인가(지적장애 특수학교)
- 2020년 3월 1일 : 고등 6학급, 전공 5학급, 계 11학급 편성
- 2020년 3월 1일 : 초대 정태수 교장 취임
- 2020년 4월 16일 : 제 1회 입학식(개학, 학생인원: 78명)
- 2021년 1월 26일 : 천안늘해랑학교 제 1회 졸업식(고11, 전16) 총 27명 졸업
- 2021년 3월 1일 : 고등 6학급, 전공 7학급, 계 13학급 편성
- 2021년 3월 2일 : 제2회 입학식(개학, 학생인원 : 84명)
- 2022년 1월 26일 : 천안늘해랑학교 제 2회 졸업식(고12, 전20) 총 32명 졸업
- 2022년 3월 1일 : 고등 7학급, 전공 6학급, 계 13학급 편성
- 2022년 3월 2일 : 제3회 입학식(개학, 학생인원 : 85명)
- 2022년 9월 1일 : 2대 문영옥 교장 취임
- 2023년 1월 18일 : 제3회 졸업식(고 14, 전 20) 총 34명 졸업
- 2023년 3월 2일 : 제4회 입학식(개학, 학생인원: 70명)
- 2024년 1월 8일 : 제4회 졸업식(고8, 전14) 총 22명 졸업
- 2024년 3월 4일 : 제5회 입학식(개학, 학생인원 : 77명)
- 2025년 2월 7일 : 제5회 졸업식(고11, 전11) 총 22명 졸업
- 2025년 3월 4일 : 제6회 입학식(개학, 학생인원 : 79명)